# Faskó Jakab
Faskó Jakab, Faschkó (17. század) bánóci evangélikus lelkész, iskolaigazgató.

## Élete
Breznóbányai származású volt. 1648 és 1654 között Bánban volt rektor, később Bazinba került, ahol szlovák lelkész lett. Midőn 1649-ben Wranai Dorottyával egybekelt, barátai ez alkalomból latin üdvözlő költeményt adtak ki. 

## Művei
- Dissertatio de vetere ecclesiae unica nota, praedicatione nimirum verbi dei pura; resp. Venceslao Dentulino drietomiensi. 1650.
- Summi boni civilis delineatio. 1651.